# Schnepprath
Schnepprath ist eine Ortslage von Reusrath und Reusrath ein Stadtteil der Stadt Langenfeld in Nordrhein-Westfalen.

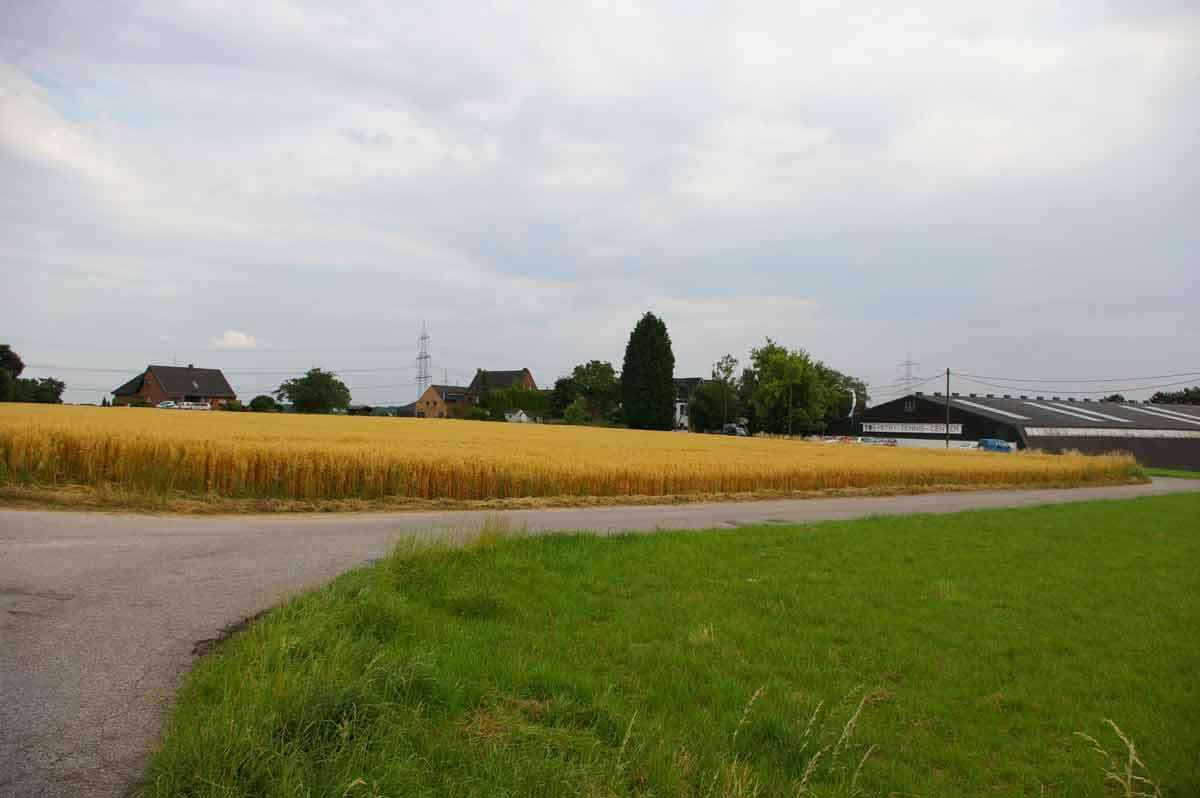
Die Ortschaft Schnepprath

## Geografische Lage
Schnepprath liegt südlich von Köttingen und Kämpe, nördlich des Neuburger Hofs, westlich von Hecke und östlich von Mehlbruch. Der inmitten von Feldern liegende Weiler wird über Ackerstraße, Brunnenstraße und Steinstraße erreicht. Er besteht aus mehreren Gehöften, einigen Wohnhäusern, einer Tennishalle sowie mehreren Gewächshäusern.

## Der NameSchnepprath
Während sich das Suffix -rath von Rodung ableitet, vermutet man für die erste Silbe Schnepp- einen Zusammenhang mit Wasser im weitesten Sinne. Nach Auffassung des Namenforschers Hans Bahlow hat sich in vielen Ortsnamen Langenfelds eine Fülle von Gattungsnamen für Wasser, Quelle, Bach, See, Sumpf, Moor usw. als Überbleibsel aus keltischer Zeit erhalten. Hierzu gehöre auch der erste Teil des Namens. Selbst eine Deutung des Namens als eine „Rodung, in der viele Schnepfen nisten“, wie sein Namensvetter Müller in Anlehnung an den Namenforscher Heinrich Dittmaier meinte, ließe eine solche Verbindung mit Wasser im weitesten Sinne erkennen.

## Geschichte und Wirtschaft
Die Felder Schneppraths grenzen an den Neuburger Hof an, wo auf einer Geländeterrasse zu Wupper und Rhein hin, dem Rosendahlsberg, in den 1950er und 1960er Jahren (Steinabschläge für Klingen aus Feuerstein) entdeckt wurden, die aus der Altsteinzeit stammen. Keramikbruchstücke vom gleichen Fundort datieren in die Bronze- und Eisenzeit, ein bronzenes Weiheglöckchen stammt aus römischer Zeit. Spannender für Schnepprath ist vielleicht dagegen der Fund eines Gräberfeldes aus dem 1. nachchristlichen Jahrhundert, denn der dazugehörende Siedlungsplatz konnte noch nicht gefunden werden. Vielleicht verbirgt sich dieser ja in Schnepprath, wo noch keine Grabungen durchgeführt wurden.
Das vorerwähnte Gräberfeld weist des Weiteren auf den Verlauf des ersten Handelsweges durch das Rheinland hin, den man auch als Gräberstraße bezeichnete. Die hier als Mauspfad bekannte spätere Hansestraße verlief in Langenfeld aus Opladen kommend über den vorerwähnten Rosendahlsberg und Schnepprath weiter nach Hausingen. Von dort führte der Weg über die heutige Opladener Straße durch die Ortslage Hagelkreuz, dann an Galkhausen vorbei durch die Talstraße und über Hucklenbruch nach Ganspohl. Über die Richrather Straße (den Steinrausch) und durch Richrath hindurch gelangte der Reisende schließlich über die Hildener Straße nach Hilden, natürlich nicht ohne zuvor am Zollhaus für die Nutzung des Wegs Maut entrichtet zu haben. Dieser Weg verband überregional in einer Linie den Rheingau mit Essen, wo er den Hellweg erreichte.
Als Ort auf die Endung -rath gehört Schnepprath in jedem Falle aber zu den frühesten Siedlungsnamen in unserem Raum. Die Ortsnamensforschung datiert die Gründungen auf die Zeit der so genannten rückläufigen fränkischen Landnahme, einer Wieder-Besiedlung des hiesigen Raums durch die Franken im 9. und 10. Jahrhundert. Auf die Ausgrabungen an Kirchenwüstung St. Barbara sowie St. Martinus und die sich daran anknüpfenden Forschungen zum Alter der Siedlungen auf die Endung -rath sei ergänzend hingewiesen.
Schnepprath war von jeher landwirtschaftlich geprägt. Erstmals urkundlich erwähnt wird Schnepprath im Jahre 1359. Zu vermutend ist es seit dieser Zeit von mehrheitlich Bauern besiedelt. 1816 verzeichnete eine Tabelle mit Ortslagen Schnepprath als eine Bauerschaft mit 54 Einwohnern, eine Einwohnerzahl, die seither in etwa gleich geblieben sein dürfte.